# Itatiaia
Itatiaia là một đô thị thuộc bang Rio de Janeiro, Brasil. Đô thị này có diện tích 225,54 km², dân số năm 2007 là 31144 người, mật độ 138,4 người/km².